# Identité numérique
L'identité numérique (« IDN ») est définie comme un lien technologique entre une entité réelle (personne, organisme ou entreprise) et des entités virtuelles (sa ou ses représentations numériques).
Elle permet l'identification de l'individu en ligne ainsi que la mise en relation de celui-ci avec l'ensemble des communautés virtuelles présentes sur le Web. L'identité numérique est non seulement construite par l'entité réelle ou le « Sujet ». Mais elle est aussi grandement influencée par le rapport qu'entretient ce dernier à autrui de même qu'à la société.

## Composantes de l'identité numérique
Il existe différents modèles qui permettent de schématiser l'identité numérique et d'en dégager les principales composantes.
Le modèle qu'établit Fanny Georges permet une approche qualitative quantifiée (quali-quanti[réf. souhaitée]) de l'identité numérique et des visualisations par graphes égocentrés. L'application quantifiée à Facebook (2008) montre qu'au cours du passage du web 1.0 au web 2.0, l'utilisateur délègue de plus en plus sa présentation identitaire au système informatique et aux autres utilisateurs. Ce modèle définit trois composantes de l'identité numérique :
1. L'identité déclarative qui se réfère aux données saisies par l'utilisateur comme son nom, sa date de naissance, ou autres informations personnelles directement renseignées par l'individu.
2. L'identité agissante qui est indirectement renseignée par les activités de l'utilisateur sur la toile.
3. L'identité calculée qui résulte d'une analyse de l'identité agissante par le système, comme le nombre de « likes », le nombre de communautés virtuelles dans lesquelles l'individu évolue, ou encore ses fréquentations sur les réseaux sociaux[4].
4. L'identité personnelle qui est la philosophie,d'être à la fois distinct et le même à travers le temps

Le modèle d'Erving Goffman considère que l'identité d’un individu se construit dans les interactions. Deux identités se créent : l’identité définie par autrui qu’il appelle l’identité « pour autrui » et l’identité pour soi. L’identité pour autrui est constituée de « l’identité personnelle et de l’identité sociale d’un individu [qui] ressortissent au souci qu’ont les autres de les définir ». Il souligne cependant que ces deux types d’identité ne sont pas en opposition totale : « L’individu se sert pour édifier son image de lui-même des mêmes matériaux que les autres ont déjà utilisés pour lui bâtir une identification sociale et personnelle. Il n’en reste pas moins une grande liberté quant au style de la construction ». Les signes extérieurs que l’individu rejette ou adopte prennent la forme de stigmates sur lesquels se construit l'identité. Un stigmate représente tout attribut social dévalorisant.
Le modèle de Corinne Rostaing dit que l'identité n’est pas un attribut en soi et qu'elle se définit dans le regard d’autrui. Il définit un certain écart par rapport à la norme sociale : toute personne qui ne correspond pas à ce qu’on attend d’une personne considérée comme « normale » est susceptible d’être stigmatisée et s’analyse en termes relationnels.

## Facettes de l'identité numérique
La schématisation du concept de l'identité numérique a été abordée par plusieurs auteurs comme Fred Cavazza, Anthony Babkine ou encore Leafar. Elle se compose de plusieurs facettes, certaines d'entre elles seront abordées plus en détail ci-après :
- les coordonnées (comment et où me joindre) qui permettent de regrouper les données numériques qui permettent d'entrer en contact avec un individu, de l'identifier et de le localiser (ex : adresse électronique, numéro de téléphone, adresse IP, messagerie instantanée).
- les goûts (ce que j'aime ou pas), ce qui peut être un avis concernant un produit (ex : Amazon), un service (ex : TripAdvisor), un site Internet... ; un ou plusieurs hobbies (passions) qui se focalisent sur des thèmes divers comme la cuisine, l'automobile, les jeux en ligne, les animaux, etc.
- la consommation (ce que j'achète) qui reflète les achats réalisés, le moyen de paiement utilisé, les pages consultées, les produits les plus visités, la fréquence d'achat, etc.
- la connaissance (ce que je sais) qui est transmise à travers les encyclopédies communautaires (ex : Wikipédia), les foires aux questions collaboratives (ex : Google Answer), les tutoriels, les blogs spécialisés, etc.
- l'expression (ce que je dis) qui prend en compte tous les contenus mis en ligne à partir des logiciels, des plateformes, et des services reconnus comme outils de parole (comme Wordpress, Blogging, Overblog).
- l'audience (ceux que je connais) qui peut s'étendre à des groupes d'individus (ex : Facebook, Myspace) et des sites de rencontre (ex : Meetic, Tinder).
- la réputation (ce qui est dit sur moi) qui englobe la notoriété et la fiabilité de l'individu ou de la personne morale sur Internet (ex : Ebay, Vinted). Des services se sont également spécialisés dans la gestion de la notoriété et de la réputation en ligne.
- les publications (ce que je partage) qui recense tous les contenus partagés par les utilisateurs, tels que les vidéos (ex : Dailymotion, YouTube), les photos (ex : Instagram, Flickr), la musique (ex : SoundCloud), etc.
- la profession qui est mise en avant à travers les réseaux sociaux professionnels comme LinkedIn.

Les certificats permettent de collecter ou recevoir ces informations numériques en authentifiant un utilisateur de manière certaine, unique et sécurisée à travers des outils informatiques comme OpenID.

## Personnalité numérique

### Processus de figuration de l'identité numérique
Il existe quatre processus de figuration de l’identité numérique :
1. L'identité civile qui renvoie aux « propriétés génériques et statutaires[11] » fixes de l'individu dans sa vie réelle (nom propre, sexe, âge, localisation, photographies personnelles, etc.).
2. L'identité agissante qui caractérise ce que fait la personne dans l'univers numérique, ce qu'elle est à travers ses « œuvres[11] » (réseaux professionnels, passions, goûts, etc.).
3. L'identité narrative qui caractérise le récit personnel fait virtuellement, mais se basant sur le « vrai » moi (journal intime, surnom, pseudo, etc.).
4. L'identité virtuelle qui caractérise les « projections de soi [qui] prennent des formes ludiques, imaginatives ou fantasmatiques [et] qui n’entretiennent que des correspondances improbables avec l’identité réelle des personnes[11] » (avatar, personnage, jeux en ligne, etc.).

### Présentation de soi en ligne
La question de l’identité en ligne est intimement liée à celle de la présentation de soi et du cyberself (association du préfixe cyber- et de self : soi). Les travaux d'Antonio Casilli se sont penchés sur l'étude des comportements en société, selon la perspective des allers-retours entre réseau et vie hors-ligne. Avant l’arrivée d’Internet, la sociologie interactionniste avait analysé les comportements en société comme des processus dialectiques, des allers-retours incessants entre une scène (espace de la monstration de soi) et des coulisses (lieux en principe inaccessibles au public, où l’acteur peut ne pas être ce qu’il dit être quand il est sur la scène). Si l’on remplace les notions de « scène » et de « coulisses » par celles de « réseau » et de « vie hors ligne », le cadre théorique tient toujours.
Selon Fanny Georges, la représentation de soi se définit comme les signes observables de l'utilisateur par les autres individus. Ce n'est cependant qu'une partie de l'identité numérique puisqu'elle est généralement associée à l'identité déclarative. L'individu fait ainsi abstraction de certains critères pour apparaître tel qu'il le désire. Il effectue un arbitrage entre « les informations qu'il juge non pertinentes et celles qu'il juge plus adéquates pour définir sa personne, c'est-à-dire plus conformes à l'idée générale qu'il se fait de lui-même ». Cependant, les interactions avec les autres individus sur la toile et les informations demandées sur certains sites invitant l'utilisateur à définir son profil peuvent modifier son schéma de pensée initial. Par ailleurs, l'individu est amené à exister sur Internet et à se représenter pour communiquer puisqu'il ne peut pas être identifié par sa seule présence physique comme cela serait le cas dans le monde réel.

### Exposition de soi
Fabien Granjon, sociologue et professeur universitaire en sciences de l'information et de la communication, développe une réflexion sur l'usage des réseaux sociaux en fonction de l'évolution des normes sociales relatives à la pudeur. Selon lui, les règles de pudeur qui prévalaient jusqu'alors font place à une pudeur intersubjective dépendante du contexte. Aussi, l'exposition de soi procède aujourd'hui d'une logique de « contrôle du dé-contrôle » de la part d'un public plus réflexif et distancié.
Ce que montrent différentes recherches, c'est que l'exposition de soi en ligne demande une certaine maîtrise des outils de sécurité et de confidentialité pour contrôler ses données personnelles. Or, il semblerait, toujours selon Fabien Granjon, que plus de la moitié des utilisateurs des sites de réseaux sociaux pensent détenir les compétences nécessaires pour garder la main sur leurs données informationnelles, ce qui n'est pas le cas.
L'exposition de soi sur Internet s'explique de différentes façons : dans un premier temps, à un besoin humain d'exister aux yeux des autres, mais aussi de se connaître. Il n'est donc pas si anodin que l'évolution technologique soit accusée de renforcer l'individualisme et la solitude comme le démontre une étude américaine. Les internautes mettent l'accent sur leur personne en premier lieu, parce qu'ils cherchent naturellement à se connaître et également à explorer leur identité. De plus, la structure numérique est agencée de sorte que les utilisateurs se dévoilent (personnalisation toujours plus poussée, publications facilitées, visibilité développée...). Dernièrement, le public influence le contenu des publications qui sont ainsi plus nombreuses et plus personnelles.

### Extériorisation et simulation de soi
L'identité numérique se mesure aussi par la distorsion entre le virtuel et le réel. En partant du postulat d'une « pluralité [chez l'individu] à facettes multiples », Dominique Cardon, sociologue au médialab de Sciences Po, explique que l'identité numérique se développe selon deux dynamiques : l'extériorisation de soi et la simulation de soi.
L'extériorisation de soi renvoie au caractère fixe, de l'individu, à des informations durables et incorporées : son sexe, son âge, son statut matrimonial, etc., mais renvoie aussi à des faits moins clairs et tangibles, plus subjectifs, c'est-à-dire à ses goûts, ses activités, ses opinions affirmées, ses œuvres, ses projets, ou encore ses productions (son faire). C'est la manière avec laquelle l'individu se présente qui est le principal objet d'étude dans ce cas.
La simulation de soi, pour sa part, renvoie aux modifications que l'individu apporte à son identité lorsqu'il entre dans l'univers numérique, dans les mondes virtuels. Cet axe d'étude s'intéresse aux relations entre les informations avancées dans l'identité numérique forgée : il s'agit d'étudier si elles se rapprochent ou plutôt s'éloignent de l'identité réelle. Il s'agit ici d'étudier comment l'individu se fait fiction.
Dominique Cardon propose ainsi cinq formats de visibilité pour faire le lien entre le monde réel et le monde virtuel :
1. Le Paravent : les individus se rencontrent dans la sphère numérique et vérifient leur affinité dans la vie réelle à travers des critères seulement connus par ceux que l'on vise à rencontrer. En s'appuyant sur l'« opacité[11] » des plateformes, l'objectif est d'être peu visible, ou uniquement découvert dans certaines interactions sélectionnées notamment à travers des moteurs de recherche.
2. Le Clair-Obscur : les individus renforcent leur relation par des échanges virtuels et entrent ainsi en contact avec des personnes interposées (les amis des amis). Les personnes partagent leur vie privée, mais en ciblant avant tout un cercle de contacts proches.
3. Le Phare : les personnes élargissent le réseau de contacts réels à un large répertoire de contacts issus du virtuel. Le but est de se rendre visible et accessible à tous. L'individu est ainsi dynamique dans le partage de contenu et est à la recherche d'une audience, d'une réputation et d'une connectivité maximale.
4. Le Post-it : le monde réel est indissociable du monde virtuel. Les individus multiplient leur présence par des indices contextuels tout en réservant l'information à un réseau relationnel limité. Les notions de temporalité et de géolocalisation y sont fortement représentées.
5. La Lanterna Magica : les individus sont liés par une relation virtuelle qui n'aboutit que rarement à une relation réelle. Il s'agit généralement d'avatars personnalisés reflétant l'identité réelle du participant notamment dans les jeux en ligne où le joueur est maître de son scénario et de son identité[20].

### Masque et identité numérique
Une relation entre le masque et l'identité numérique est proposée dans l'ouvrage de Wiszniewski et Coyne (2002). Partant du postulat que les individus, quelle que soit leur interaction dans un groupe social, portent un masque pour cacher leur identité, les chercheurs expliquent que ce comportement n'est pas différent sur Internet et que ce phénomène se renforce même derrière un écran. L'individu est lui-même contributeur de ce qui est écrit sur son profil : le masque est donc renforcé par un style d'écriture, un vocabulaire spécifique et la sélection de sujets traités. Le masque ne révèle pas l'identité réelle de la personne, mais peut transposer des informations qui peuvent être quant à elles réelles. Par exemple, si une personne choisit de jouer le rôle d'une rock star, cette métaphore révèle un intérêt probablement réel pour la musique.
Le fait de porter un masque a aussi pour objectif de créer une certaine sécurité sur la scène virtuelle, pour ne pas voir ses informations privées être volées, par exemple. Le masque permet ainsi d'interagir en ligne tout en gardant un certain degré de confidentialité.
Serge Tisseron, docteur en psychologie, psychiatre, et psychanalyste français, évoque également le rôle du masque dans la société, et notamment dans la société virtuelle. Il explique que dans les sociétés traditionnelles, les fêtes masquées étaient très importantes en ce qu’elles permettaient de faire de nouvelles rencontres. Pour lui, les mondes virtuels renouent en quelque sorte avec cette tradition carnavalesque. Les internautes peuvent en effet s’autoriser certains propos dès lors qu’ils sont masqués.

## Identité numérique sur les médias sociaux
Les travaux de Strenger et Coutant (2011) placent l'individu au sein d'une cartographie centrée sur les médias sociaux. L'objectif est de comparer les actions qui sont orientées vers un intérêt précis (professionnel, notamment, avec l'utilisation des plateformes comme Viadeo, par exemple), de celles orientées vers des rapports amicaux (ex : Facebook, Skyrock, Msn, etc.). De plus, il s'agit de déterminer les pratiques des utilisateurs selon ce qu'ils partagent, soit la publication de soi (ex : MySpace), soit la publication de contenu tiers (ex : Wikipédia, Pinterest, etc.). L'identité numérique est ainsi observable à travers le niveau de participation de l'individu sur les différents médias sociaux.
Les travaux de Dominique Cardon (2008) spécifient deux modèles de visibilité dans les réseaux sociaux : d'une part, les utilisateurs « tout montrer tout voir », d'autre part les utilisateurs « se cacher se voir ». Fanny Georges (2009) s'appuie sur ces notions pour étudier les divergences des pratiques de ces types d'utilisateurs. Ses recherches montrent que l'impact de l'identité déclarative sur l'identité numérique globale est de moins en moins déterminant.

### Identité numérique et Facebook
Facebook demande aux utilisateurs d'utiliser « le nom que vous utilisez au quotidien », une politique moins rigide que l'état civil qui permet de mieux s'adapter aux cas particuliers. Cette volonté trouve sa source dans l’ADN du réseau social. En effet, Facebook a été créé en 2004 comme un « trombinoscope virtuel » pour les étudiants de l'université d'Harvard. Ainsi, le but était de retrouver en ligne les personnes côtoyées dans la « vraie vie ». L’usage du vrai nom était alors de mise.
L’utilisation de vrais noms s’explique aussi par le fait que « les internautes restent plus mesurés dans leurs propos lorsque leur véritable identité est mise en jeu. Ainsi, les débats peuvent alors être plus constructifs », affirme l’ancienne directrice marketing de Facebook, Randi Zuckerberg.
Cette volonté est d’ailleurs rappelée dans les conditions d’utilisation du réseau social : « L’exigence de Facebook concernant l’utilisation d’un nom réel crée un environnement plus sûr. (...) Lorsque les personnes expriment leur avis et agissent en utilisant leur véritable identité et leur réputation, notre communauté devient plus responsable. »
Depuis 2015, Facebook a toutefois nuancé sa politique en matière de vrai nom. Alors qu’il était jusqu’alors obligatoire de se révéler sous son vrai nom, les utilisateurs du réseau social peuvent désormais, sous certaines conditions, recourir à un pseudonyme.
Une lettre ouverte de Facebook a permis d’éclairer cette prise de position : ceux qui doivent « confirmer » leur nom sur Facebook auront maintenant la possibilité d'ajouter un contexte et des détails. Ils étaient auparavant incapables de le faire. Alex Schultz, responsable du développement, déclare : « Cela devrait aider notre équipe des opérations communautaires à mieux comprendre la situation ». Il explique également : « Cela nous aidera également à mieux comprendre les raisons pour lesquelles les gens ne peuvent actuellement pas confirmer leur nom ».
Facebook maintient ses positions en matière d’utilisation du vrai nom de l'utilisateur sur la plateforme. Alex Schultz affirme que « lorsque les gens utilisent le nom que les autres connaissent, ils sont plus responsables de ce qu'ils disent, ce qui rend plus difficile de se cacher derrière un nom anonyme pour harceler, intimider, spammer ou arnaquer quelqu'un. »

### Usage de faux noms et pseudonymes
La question de l'usage de pseudonymes dépasse le cas de Facebook. Une enquête[Laquelle ?] menée par Disqus, une entreprise qui dirige un service de commentaires en ligne, met en avant que l’usage de pseudonyme est souvent lié à la préservation de la vie privée des personnes et que le but n’est pas le trolling[réf. souhaitée]. Le pseudonymat est utilisé dans le but de ne pas être retrouvé si une personne a déjà fait face à des cas de violence ou de jugement ; le pseudonyme permet de s’exprimer sans crainte de possibles conséquences.
Cependant, le fait de recourir à l’anonymat n’empêche pas d’éventuelles poursuites. Ainsi, « Maître Eolas », un avocat s’exprimant sur Twitter à travers ce pseudonyme a été condamné en février 2017 pour injure publique à l'encontre de l'association « Institut pour la justice » par la Cour d'appel de Versailles. Il lui était notamment reproché l’un de ses tweets. Cet exemple est la preuve que le pseudonyme n’empêche pas les poursuites judiciaires.
Les utilisateurs utilisent aussi souvent un pseudonyme car leurs proches sont habitués à ce dernier, le pseudonyme vient alors prendre part à l’identité même de la personne.
Outre la dissimulation de l'identité, l'utilisation d'un pseudonyme peut être un moyen d’identification fort. Pour François Perea, maître de conférence en sciences du langage, l’identité en ligne n’est donc pas liée à l’identité civile mais elle se manifeste par le choix d’un avatar, d’une photographie ou encore d’une citation. Pour Antonio Casilli, dans la vie quotidienne, les noms jouent un rôle pour deviner les caractéristiques des individus que l'on rencontre. Sur le net, les représentations numériques (avatars, photographie, citations), permettent également de se faire une idée des caractéristiques physiques des internautes avec qui il est possible d'échanger. Les choix des internautes pour se montrer aux autres en ligne ont donc un sens et ne sont pas anodins. Par exemple, « en choisissant un nom d'animal ou de personnage célèbre, les internautes veulent suggérer qu'ils partagent quelques détails avec ces derniers ».
Sur les réseaux sociaux, les internautes se construisent ainsi une identité narrative ou virtuelle. Le pseudonyme n’a alors pas uniquement vocation à cacher, il peut être un moyen de montrer d’autres aspects de sa personnalité. En cela, il peut être considéré comme un « espace de projection identitaire ». Utiliser un pseudonyme peut également servir à se protéger, en protégeant son identité mais également celle de son entourage. De plus, les pseudonymes permettent une expression plus accrue de la part des utilisateurs. En effet, l’expression est d’autant plus facile sur le net grâce d'une part à l’absence de rencontre directe, d'autre part au fait que la relation avec les autres internautes peut être immédiatement suspendue : « il suffit à l’internaute de se désinscrire du groupe ou, plus simplement encore, de changer de pseudonyme ».
Selon Danah Boyd, chercheuse américaine en sciences humaines et sociales, contraindre à utiliser son vrai nom sur internet relève d'un abus de pouvoir. Elle affirme dans un article que « les individus qui se fient le plus aux pseudonymes dans les espaces virtuels sont ceux qui sont le plus marginalisés par les systèmes de pouvoir ». Il en découlerait selon elle que « les règlements de type «vrais noms» ne sont pas émancipateurs ; ils constituent une affirmation du pouvoir sur les individus vulnérables ». Elle ajoute : « si les gens font le nécessaire pour s’adapter à différents contextes afin de protéger leur sécurité, et pour s’assurer de ne pas être jugés en dehors d’un contexte précis, cela ne veut pas dire qu’ils sont tous des escrocs. Il s'agit au contraire d’une réponse responsable et raisonnable aux conditions structurelles de ces nouveaux médias ». De plus, pour Casilli, cette « politique de vrais noms » est à l’origine de l'apparition de faux noms qui relèvent moins de l’usurpation d’identité que de la quête d’autonomie de leurs usagers.
Selon Julia Velkovska, sociologue, et Valérie Beaudouin, chercheuse en sciences sociales, « la représentation à l’écran d’un utilisateur ne doit alors pas être envisagée comme un outil d’identification, [...] permettant ou non de le reconnaître si on le croise dans un espace du quotidien hors ligne, mais avant tout comme un outil de positionnement et de recherche de reconnaissance au sein de la communauté en ligne où il est employé ». Les identités hors ligne et en ligne sont distinctes puisque l’objectif poursuivi dans ces deux espaces n’est pas forcément le même et que ces espaces ne s'entremêlent pas.

### Usage des émojis
L'usage des émojis sur les réseaux sociaux est un exemple des différents dispositifs de production de soi en ligne qui permettent à l'individu de structurer son identité. D’après une étude publiée dans la revue Computers in Human Behaviour, conduite par des chercheurs de l’université d’Edge Hill, l’usage des émojis renseignerait la personnalité de leurs usagers ou du moins sur l’identité numérique qu’ils se forgent. Les personnes qui utilisent un plus large spectre d’émojis comprenant même les émojis tristes accorderaient moins d’importance au jugement des autres. En revanche, des personnes qui s’estiment sympathiques utiliseraient plutôt des émojis tels que les happy, pour refléter leur personnalité. En bref, ceux qui utilisent des emojis cherchent à aider leurs interlocuteurs à mieux cerner leur personnalité. L’étude montre en effet que la « stratégie du sourire virtuel », utilisée pour se donner des airs de sympathie, fonctionne. L’interaction en ligne via des émoticônes, utilisés pour communiquer ses émotions, contribue donc à la construction de l’identité en ligne.
Une étude, publiée par l’Université du Minnesota, met en avant la variabilité de l’interprétation des émojis selon les plateformes de communication. Des utilisateurs de Samsung ou d’Apple ne partagent pas les mêmes émojis. Si un même émoji peut avoir un design différent selon le smartphone, s’affichant différemment, des personnes différentes donnent aussi des significations différentes à un même émoji. L’interprétation varie selon les personnes et le support de communication, ce qui va de pair avec la construction de sa propre identité numérique.

## Gestion de l'identité numérique

### De l'importance de bien gérer son identité numérique
L’intégrité, le risque, la sécurité, la confiance, la confidentialité, sont des enjeux majeurs propres à l’identité numérique. Cependant le niveau d’implication de l’utilisateur dans la gestion de son identité numérique diffère selon l’importance du sujet. Il est pourtant primordial pour un individu de gérer son identité numérique, le risque étant que si l’identité numérique n’est pas gérée directement par l’individu, il laisse le soin aux autres de la confectionner et s’expose ainsi à certaines dérives comme peuvent l’être une mauvaise réputation, le piratage de certaines informations, ou bien tout simplement se retrouver face à des situations indésirables.
Cette nécessité implique des savoir-faire liés à la translittératie, savoir-faire qui peuvent être appris et enseignés. De nombreux conseils sont proposés par les institutions éducatives et culturelles en France, en Belgique ou au Québec.

### Protéger son identité numérique
Protéger son identité numérique d'un potentiel piratage ou d'usurpation d'identité devient de plus en plus important dans un monde où une grande partie des démarches de la vie quotidienne et administrative se dématérialisent peu à peu et que l'identité numérique devient aussi importante que l'identité réelle. Pour cela, on peut :
1. Faire attention à la réputation du site internet notamment le protocole de sécurité utilisé. Les sites web utilisent de plus en plus le protocole HTTPS, qui garantit un transfert plus sécurisé des données qui sont transmises[48].
2. Éviter de transmettre plus d'informations que nécessaires, ou des données trop personnelles qui pourraient porter atteinte à sa réputation si dévoilées.
3. Utiliser des solutions de mail temporaire pour les besoins ponctuels[49].
4. Vérifier la charte de protection de la vie privée des sites visités pour comprendre comment seront utilisées les données transmises.

### Marché de l'e-réputation
Afin d'améliorer leur identité numérique, c'est-à-dire leur notoriété en ligne, des agences proposent désormais à leurs clients d'examiner leur cyber-réputation ou e-réputation et de la corriger. Le travail consiste à reléguer le plus loin possible dans les pages recherchées les informations pouvant nuire, et positionner en avant des informations de nature positive grâce à des techniques de baronnage sur les réseaux sociaux, c'est-à-dire, un procédé pour améliorer son image en diffusant des informations positives sur différents supports.

### Enjeux de la réputation numérique
Ce qui est posté sur internet ne disparaît jamais vraiment et peut affecter la vie réelle des personnes. Un exemple marquant de la construction involontaire de l'identité numérique est l'affaire du Star Wars Kid : un adolescent filmé en train d'imiter des combats de sabre laser a vu sa vidéo se répandre massivement sur Internet à son insu, affectant durablement sa réputation. Ce cas montre l'impact des traces numériques involontaires sur la vie d'un individu et la difficulté de contrôler son image en ligne: sa vidéo avait été modifiée et republiée par de nombreux sites, il n'avait plus aucun contrôle sur la diffusion de la vidéo.
Cette affaire date de 2003, mais la multiplication des réseaux sociaux et des outils de partage a modifié la manière dont l'identité est perçue et gérée. Les adolescent s'exposent de plus en plus jeune sur les réseaux sans réaliser l'impact que ce qu'ils postent peu avoir sur le long terme. Les utilisateurs partagent des éléments de plus en plus privée de leur vie. L'essor du "social network advertising (en)" et des systèmes de recommandation basés sur l'activité en ligne renforce l'exploitation des données personnelles à des fins commerciales, soulevant des questions éthiques et juridiques quant au respect de la vie privée.

### Le paradoxe de la vie privée
Le paradoxe de la vie privée (ou privacy paradox en anglais) décrit la contradiction entre les préoccupations exprimées par les individus concernant la protection de leurs données personnelles et leur comportement réel en ligne, où ils divulguent fréquemment des informations sensibles. Les internautes s'inquiètent de la surveillance des données personnelles tout en s'exposant de plus en plus sur internet. Ce phénomène a été mis en évidence au début des années 2000, notamment par Susan Barnes en 2006, qui a observé que, malgré une inquiétude croissante pour la vie privée, les utilisateurs des réseaux sociaux partageaient abondamment des informations personnelles.
Ce paradoxe soulève des questions importantes pour les chercheurs, les décideurs politiques et les entreprises technologiques, notamment en ce qui concerne la conception de mécanismes de protection de la vie privée qui tiennent compte des comportements réels des utilisateurs.  En effet, c'est inévitable: on ne peut pas ne pas laisser de trace sur internet.

## Dimension légale

### En Europe

#### Règlement sur l’identification électronique et les services de confiance pour les transactions électronique
Le Règlement eIDAS n°910/2014 propose dans son article 3.1 une première définition juridique précise de l’identification électronique, en tant que processus consistant à utiliser des données d’identification personnelle sous une forme électronique et représentant de manière univoque une personne physique ou morale, ou une personne physique représentant une personne morale. 

#### Règlement général sur la protection des données
Le règlement no 2016/679, dit règlement général sur la protection des données (RGPD, ou encore GDPR, de l'anglais General Data Protection Regulation), est un règlement de l'Union européenne qui constitue le texte de référence en matière de protection des données à caractère personnel. Il renforce et unifie la protection des données pour les individus au sein de l'Union européenne.
Après quatre années de négociations législatives, ce règlement a été définitivement adopté par le Parlement européen le 14 avril 2016. Ses dispositions sont directement applicables dans l'ensemble des 28 États membres de l'Union européenne à compter du 25 mai 2018.

#### Droit à l'oubli numérique
Il existe aujourd'hui un paradoxe quant à l'utilisation d'Internet. Les internautes expriment de plus en plus leur inquiétude d’être fichés mais, en même temps, diffusent de plus en plus d’informations à leur propos (parfois intimes).
Le droit à l'oubli est donc un enjeu qui concerne Internet puisqu'il s'agit d’un droit à ce que les éléments relatifs au passé d'une personne, qu'ils soient exacts, inexacts ou devenus obsolètes puissent être retirés des contenus en ligne, ou rendus difficilement accessibles, afin de pouvoir sortir de la mémoire collective et tomber dans l'oubli.
Dans son Arrêt du 13 mai 2014, la Cour de justice accorde aux individus le droit de demander le déréférencement des liens dans une recherche associée à leur nom. Cette décision consacre le principe d’un « droit à l'oubli » numérique qui permet aux internautes de mieux maîtriser leur vie en ligne. L'arrêt de la Cour de justice prend en compte l'intérêt prépondérant du public à avoir accès à l'information, ce nouveau droit doit s’exercer tout en respectant la liberté d’expression, du droit de la presse et du devoir de mémoire.
À la suite de cette décision, le 31 mai 2014, Google publie un formulaire en ligne afin que les personnes puissent faire valoir le droit à l'oubli.
En 2018, une chirurgienne néerlandaise gagne un procès historique pour le droit à l'oubli. Ce médecin avait initialement été suspendue du registre des professionnels de la santé pour des soins inappropriés. Elle avait fait appel et avait eu gain de cause auprès de l'Ordre des médecins des Pays-Bas. Mais, sur le moteur de recherche Google, son nom restait associé à une liste noire de médecins néerlandais. Google ayant refusé de supprimer de ces résultats de recherche le lien vers cette page, la chirurgienne a déposé plainte. Le tribunal hollandais a statué et contraint Google à déréférencer cette page. En janvier 2019, plus de 3 millions de personnes en Europe ont demandé à Google de faire valoir leur droit à l'oubli.

### En France

#### Loi informatique et libertés en France
La loi française « Informatique et Libertés » du 6 janvier 1978, modifiée par la loi du 6 août 2004, définit les principes à respecter lors de la collecte, du traitement et de la conservation des données personnelles. Celle-ci précise que « L'informatique doit être au service de chaque citoyen. Son développement doit s'opérer dans le cadre de la coopération internationale. Elle ne doit porter atteinte ni à l'identité humaine, ni aux droits de l'homme, ni à la vie privée, ni aux libertés individuelles ou publiques ».
La loi informatique et libertés du 6 janvier 1978 définit également les éléments suivants :
- Elle renforce les droits des personnes sur leurs données
- Elle prévoit une simplification des formalités administratives déclaratives
- Elle précise les pouvoirs de contrôle et de sanction de la Commission nationale de l'informatique et des libertés (CNIL)[60].
- Cette loi est applicable dès lors qu'il existe un traitement automatisé ou un fichier manuel, c'est-à-dire un fichier informatique ou un fichier « papier » contenant des informations personnelles relatives à des personnes physiques.
- Ne sont pas soumis à la loi : les « traitements mis en œuvre pour l'exercice d'activités exclusivement personnelles » tels que les agendas électroniques, les répertoires d’adresses, les sites internet familiaux en accès restreint ; les personnes morales (ex. : fichier de noms de sociétés). Cependant, si ce fichier d’entreprises contient des noms de personnes physiques (ex : nom du responsable commercial), la loi informatique et libertés est applicable.

#### Respect de la vie privée sur internet
Il n'existe pas de réelle définition juridique de la « vie privée » à l’heure actuelle.
L'article 9 du Code civil prévoit que « chacun a droit au respect de sa vie privée. Les juges peuvent, sans préjudice de la réparation du dommage subi, prescrire toutes mesures, telles que séquestre, saisie et autres, propres à empêcher ou faire cesser une atteinte à l'intimité de la vie privée ; ces mesures peuvent, s'il y a urgence, être ordonnées en référé ».
Le non-respect de la loi peut faire l'objet de sanctions pénales pouvant aller jusqu'à 450 000 euros d'amende et 5 ans d'emprisonnement.
Le cadre légal a ensuite été élargi par plusieurs décisions du conseil constitutionnel sur le fondement de l’article 2 de la déclaration des droits de l’homme de 1789.
Sur internet, la vie privée doit être préservée comme en dehors, et est soumise au RGPD (règlement général sur la protection des données) et la CNCDH tente de faire évoluer la loi au niveau européen car selon sa présidente la problématique déborde du cadre du RGPD.
Aucune loi ne défend réellement la vie privée des particuliers sur internet face aux réseaux sociaux et au big data, la limite entre vie privée et vie publique est une notion de plus en plus bafouée, les politiques de confidentialité des géants d’internet font règle.
Le pouvoir du bras armé de cette cause en France, le CNIL reste limité.
À l’échelle internationale, le Haut-Commissariat des Nations unies au droit de l’homme considère sérieusement la problématique, le sujet de la vie privée sur internet à travers le filtre du respect des droits de l’homme est régulièrement discuté comme lors du 22ème forum sur les droits de l’homme en 2020 « l’impact des nouvelles technologies sur les droits de l’homme » ou encore lors du 7ème forum de Glion sur les droits de l’homme.
L’HCDH a notamment publié en 2018 Le droit à la vie privée à l’ère du numérique ainsi que Incidence des nouvelles technologies sur la promotion et la protection des droits de l’homme dans le contexte des rassemblements, y compris des manifestations pacifiques en 2020.

#### Droit à l'image sur internet
Si l'identité numérique peut être définie comme les identifiants que l'on se donne ou que les tiers donnent à leurs pairs (pseudo, mot de passe, nom de famille, numéro de Sécurité Sociale), elle s'étend surtout à ce que les autres perçoivent de soi : c'est-à-dire son image. Étant donné que l'identité numérique fait partie du monde multimédia, qui inclut l'image, l'identifiant est indissociable de l'image. Avec la montée des réseaux sociaux, il est très difficile aujourd'hui de contrôler son image sur Internet.
La loi comporte aujourd'hui plusieurs textes pour protéger l’image des personnes ou des entreprises: premièrement, l'article 9 du Code civil concerne l’atteinte à la vie privée en établissant que « chacun a droit au respect de sa vie privée ».
L'article 226-1 du Code pénal prévoit ensuite une peine « d'un an d'emprisonnement et de 45 000 euros d’amende le fait, au moyen d'un procédé quelconque, volontairement de porter atteinte à l'intimité de la vie privée d'autrui ». Cependant, le dernier alinéa du texte prévoit également que cette violation d’image ne doit pas avoir été accomplie « au vu et au su des intéressés sans qu'ils s'y soient opposés, alors qu'ils étaient en mesure de le faire » sinon le tribunal estime que le consentement a été exprimé. Cela signifie donc qu’une photo prise en soirée dans un lieu privé et déposée sur les réseaux sociaux le lendemain sans l’accord des personnes sera considérée comme avoir été prise avec un consentement implicite puisque les personnes ne s’y sont pas opposées. Le texte sera donc difficilement applicable ici.
Enfin, l’article 228-8 du Code pénal prévoit également une peine « d’un an d’emprisonnement et de 15 000 euros d’amende le fait de publier, par quelque voie que ce soit, le montage réalisé avec les paroles ou l’image d’une personne sans son consentement, s’il n’apparaît pas à l’évidence qu’il s’agit d’un montage ou s’il n’en est pas expressément fait mention ».
Il est donc nécessaire d'être attentif avant de poster un message ou de diffuser une vidéo ou une photo en se demandant si le contenu a un caractère privé ou s’il peut être lu par toute personne sur Internet. Ainsi, il est obligatoire d'avoir l’autorisation de la personne photographiée ou payer des droits d’auteur au photographe avant de diffuser en tout liberté une photographie.

#### Mort numérique
L’identité numérique ne doit pas être confondue avec l’identité civile de la personne qui lui confère une personnalité juridique, acquise par l’établissement d’un certificat de naissance et éteinte par un certificat de décès dressés par un officier d’état-civil. L’identité civile d’une personne est signifiée par son nom, son prénom, son adresse, etc. L’identité numérique quant à elle, comprend plutôt un nom d’utilisateur, un mot de passe et une adresse électronique, etc. Ces noms d’utilisateur sont associés à des comptes qui eux-mêmes renferment des centaines de milliers de données, souvent à caractère personnel. Le décès d'une personne n'entraîne pas l'effacement de son identité numérique entre autres sur les réseaux sociaux,.
La question a été traitée en France par la loi pour une République numérique de 2016. La loi intègre avec son article 63 la notion de mort numérique pour définir ce que deviennent les données numériques d'une personne à son décès. Les principes de protection des données prévus dans la Loi Informatique, fichiers et libertés deviennent caducs. Toutefois, la loi donne la possibilité de définir des directives relatives à la conservation, à l'effacement et à la communication de ses données à caractère personnel après son décès, à défaut, ce sont les héritiers légaux qui pourront agir sur ces données numériques.
En France, il est possible pour chaque citoyen d’organiser sa « mort numérique ». La loi no 2016-1321 pour une République numérique du 7 octobre 2016 relative à l'informatique, aux fichiers et aux libertés, donne la possibilité à toute personne de définir des directives relatives à la conservation, à l’effacement et à la communication de ses données à caractère personnel après son décès.
Néanmoins, les conditions de la mort numérique ne sont pas incluses dans le testament tant le problème est récent.

##### Réseaux sociaux et mort numérique
Sur un réseau social, sans demande spécifique provenant d’un héritier ou d’un proche, le profil demeure tel quel et continue d’exister.
En effet, les administrateurs ne distinguent pas un compte inactif d’un compte d’une personne décédée. À ce titre, ils ne peuvent pas prendre l’initiative de supprimer ces comptes s'ils ne connaissent pas la cause de l’inactivité.
Pour traiter ce problème du nombre grandissant de comptes de personnes décédées, les réseaux sociaux ont organisé des plateformes de suppression/désactivation de ces profils.
Chaque application fonctionne avec ses propres règles, mais il est possible de désigner de son vivant des héritiers numériques par testament auprès de son notaire.
Par principe, un profil sur un réseau social ou un compte de messagerie est strictement personnel et soumis au secret des correspondances.
Dans le cas où un proche est en possession des identifiants du défunt, il est possible pour lui de supprimer le compte.

##### Cadre légal de la suppression par un tiers
Si les proches ne possèdent pas les identifiants de connexion du défunt, ils peuvent signaler le décès sur le réseau social en question et demander via un formulaire, la suppression de son compte. Par la suite, des documents sont requis et diffèrent selon les règles en vigueur du réseau social concerné, mais le plus généralement, il est demandé comme pièces justificatives :
- le certificat de décès du possesseur du compte ;
- une preuve de parenté avec le défunt ;
- une pièce d’identité[72].

##### Reprise du compte par les proches
Seul le réseau social Facebook permet de reprendre le compte d’un proche défunt, seulement si celui-ci a désigné un tiers, avant son décès.
Un contact légataire peut également transformer le compte à des fins de commémoration, en récupérer les données, toujours selon la politique du réseau social en question.

#### Usurpation d’identité
L'usurpation d'identité a pendant longtemps été ignorée en tant que telle par le législateur. Aucune loi ne punissait directement l'usurpation d'identité sur Internet. L'OCDE a publié fin mars 2009 un rapport intitulé Online Identity Theft montrant que la plupart des pays occidentaux ne disposaient pas d'une législation spécifique réprimant le vol d'identité.
En France, l'infraction d'usurpation d'identité a été sanctionnée depuis l'adoption de la Loi no 2002-1094 du 29 août 2002 d'orientation et de programmation pour la performance de la sécurité intérieure, dite LOPSI, dont la dernière réforme a été opérée par la loi no 2011-267 du 14 mars 2011 d'orientation et de programmation pour la performance de la sécurité intérieure, donnant naissance à la LOPSI 2. Cette dernière modification vient sanctionner pénalement l'usurpation d'identité sur internet insérée dans le code pénal à l'article 226-4-1.
Aux États-Unis, une loi sur le vol d'identité numérique nommée Identity theft penalty enhancement act vise à augmenter la durée d'emprisonnement des voleurs d'identité numérique qui commettent une infraction. Elle a été adoptée le 16 juin 2005. Depuis le début de l'année 2011 en Californie, une loi a été promulguée par le Gouverneur de Californie pour une nouvelle fois punir l'usurpation d'identité.

#### Droit à l'oubli numérique
L'article 6 de la loi informatique et libertés relatif aux conditions de licéité des traitements de données à caractère personnel précise que la durée de conservation des données ne doit pas excéder la durée nécessaire aux finalités pour lesquelles les données sont collectées et traitées.
Par ailleurs, l'article 40, inséré dans la section relative aux droits des personnes à l'égard des traitements de données à caractère personnel dispose, notamment, que toute personne peut exiger l'effacement de données la concernant qui sont inexactes, incomplètes, équivoques, périmées, ou dont la collecte, l'utilisation, la communication ou la conservation est interdite.
La CNIL a d’ailleurs lancé en mai 2013 une consultation publique sur la question du droit à l’oubli, c'est la « possibilité offerte à chacun de maîtriser ses traces numériques et sa vie — privée comme publique — en ligne ». Pour Alex Türk, président de la CNIL, ce premier pas est historique, mais demeure insuffisant tant que la valeur juridique contraignante de ces principes n'est pas définie,.

## L'identité numérique nationale
L'identité numérique nationale est une mesure mise en place par les gouvernements pour identifier les citoyens et leur permettre d'accéder à divers services publics et privés. Elle repose sur des identifiants uniques, pouvant inclure des données textuelles (nom, date de naissance), biométriques (empreintes digitales, reconnaissance faciale) et numériques (numéro d’identification, carte à puce). Son adoption vise à améliorer l’efficacité administrative, réduire la fraude et faciliter pour les citoyens l’accès à des services essentiels, telles que les prestations sociales ou l’ouverture de comptes bancaires,. 
Toutefois, la mise en œuvre de ces systèmes soulève des défis en matière de cybersécurité, de confidentialité des données et d’inclusion numérique. Certains pays, comme l’Estonie, Singapour ou la Chine, ont développé des infrastructures avancées permettant l’authentification sécurisée des citoyens via des dispositifs mobiles. Pour minimiser ces risques, plusieurs approches peuvent être adoptées, notamment le concept de « privacy by design » et éviter les bases de données centralisées, qui constituent des cibles vulnérables aux cyberattaques.
Les pays proposant des services d'identité nationale numérique incluent notamment:
- Allemagne
- Australie (MyGovID et Australia Post Digital iD)
- Bhoutan
- Canada (travaille en partenariat avec le Digital ID & Authentication Council of Canada (DIACC) et des provinces comme l'Alberta, l'Ontario et le Québec)
- Chine
- États-Unis (numéros de sécurité sociale, initiatives telles que myColorado et des programmes pilotes en Californie)
- Estonie (carte d'identité estonienne)
- Inde (carte Aadhaar)
- Iran (carte nationale d’identité intelligente iranienne)
- Italie (Sistema Pubblico di Identità Digitale)
- Monaco
- République dominicaine
- Royaume-Uni (GOV.UK Verify)
- Singapour (SingPass et CorpPass)

- Ukraine (Diia)

### En France
FranceConnect est un dispositif d'authentification numérique mis en place par l'État français pour simplifier et sécuriser l'accès des citoyens aux services en ligne des administrations publiques et de certains partenaires privés. Lancé en 2016, il permet aux utilisateurs de se connecter à divers services en ligne en utilisant des identifiants déjà existants, tels que ceux d'Impots.gouv.fr, Ameli.fr ou La Poste, évitant ainsi la multiplication des comptes et des mots de passe.
Depuis juillet 2024, France Identité est intégré à FranceConnect+, permettant aux citoyens de s'authentifier en utilisant leur carte nationale d'identité électronique (CNIe) au format carte bancaire. Cette intégration vise à offrir plus de choix et de sécurité aux Français dans leurs démarches en ligne les plus sensibles.